# Імідазолідин
Імідазолідин — гетероциклічна сполука з хімічною формулою (CH2)2(NH)2CH2. Вихідний імідазолідин мало вивчений, але споріднені сполуки, заміщені в одному або обох азотистих центрах, є більш поширеними. Як правило, це безбарвні полярні основні сполуки. Імідазолідини є циклічними 5-членними прикладами загального класу аміналів.

## Отримання
Імідазолідини традиційно отримують реакцією конденсації 1,2-діамінів і альдегідів. Найчастіше один або обидва центри азоту заміщені алкільною або бензильною групою:
(CH2NBn)2 + PhCHO → (CH2NBn)2C(H)Ph + H2O
Перший незаміщений синтез імідазолідину був описаний у 1952 році.

## Реакції
Незаміщені імідазолідини часто лабільні. Кільця чутливі до гідролізації до діаміну та альдегіду.
Офіційно, видалення двох атомів водню при вуглеці (між двома атомами азоту) дасть карбен дигідроімідазол-2-ілідену. Похідні останнього складають важливий клас стійких карбенів.

## Споріднені гетероцикли, похідні імідазолу
Класифікується як діамін, офіційно його отримують додаванням чотирьох атомів водню до імідазолу. Проміжний продукт, що утворюється в результаті приєднання лише двох атомів водню, називається імідазоліном (дигідроімідазол). З'єднання імідазолідину з спорідненими сполуками показано на малюнку.

Взаємозв'язок будови імідазолу та його відновлених похідних.